# Kh-22
Il missile Kh-22, conosciuto in Occidente con il nome in codice NATO AS-4 Kitchen, è un missile aria-superficie sviluppato e costruito in Unione Sovietica a partire dagli anni sessanta. Non risultava più dispiegato operativamente fino alla guerra russo-ucraina, quando le forze russe hanno iniziato a impiegarlo estesamente come arma strategica, soprattutto a partire dalla metà di giugno 2022.

## Storia

### Sviluppo
L'OKB Raduga (inizialmente una branca dell'OKB Mikoyan) iniziò a lavorare al Kh-22 negli anni cinquanta. I primi test vennero condotti tra la fine del decennio e l'inizio di quello successivo, con l'ingresso in servizio che si ebbe nel 1964.

### Impiego operativo
Il missile ricevette la codifica NATO di AS-4 Kitchen. Implementato sui bombardieri Tupolev Tu-22, Tupolev Tu-22M e Tupolev Tu-95, ne risultavano in servizio una cinquantina nel 1991.
Dal 2010 questo sistema d'arma non risultava più utilizzato operativamente, comunque erano tenuti di riserva in appositi magazzini.

#### Invasione russa dell'Ucraina del 2022
Durante la guerra russo-ucraina le forze russe hanno iniziato a impiegarlo estesamente come arma tattica, soprattutto a partire dalla metà di giugno 2022.
Il loro primo utilizzo in questo contesto operativo risulta risalente all'11 maggio 2022, quando un video pubblicato in rete mostra un bombardiere strategico Tu-22M3 dell'aeronautica russa che lancia una coppia di due missili Kh-22 o Kh-32 contro obiettivi in Ucraina.
Il ministero della Difesa britannico ha affermato che la Russia sta probabilmente utilizzando missili anti-nave, come il Kh-22, contro obiettivi terrestri. Tali missili sono stati definiti come “altamente imprecisi con la possibilità di causare gravi danni collaterali e vittime”.
Un presunto caso di utilizzo di questo missile è relativo all'attacco del 27 giugno 2022 di un centro commerciale a Kremenchuk, dove un Kh-22 ha apparentemente mancato l'obiettivo previsto prestabilito (presumibilmente l'impianto industriale di ingegneria stradale "KredMash" situato nelle vicinanze) e si è invece diretto sul centro commerciale. Un secondo missile ha centrato infine l'impianto industriale appena citato.
Fonti ucraine sostengono che l'attacco del 14 gennaio 2023 che ha portato alla parziale demolizione di un edificio residenziale nella città di Dnipro, causando la morte di almeno 44 civili e il ferimento di 79, sia stato effettuato dall'esercito russo utilizzando missili Kh-22.

## Descrizione tecnica
Il Kh-22 è un missile aria-superficie tattico, del peso di circa sei tonnellate e con una velocità massima di 4 000 km/h e una tangenza di 24 000 m (anche se durante le prove furono raggiunti valori superiori, rispettivamente di Mach 6 e 70 000 m). Il motore è un razzo a propellente liquido, in grado di spingerlo a una distanza massima di 500 km.
Complessivamente, ne sono state realizzate tre varianti:
- Kh-22N, con sistema di guida inerziale e testata nucleare da 350 chilotoni;
- Kh-22M, un missile antinave con testata convenzionale da 1 000 kg e guida radar attiva;
- Kh-22MP, per la soppressione delle difese aeree nemiche.

Vi è poi un'ulteriore variante, chiamata Kh-22E, sviluppata per il mercato dell'esportazione.